# Mount Tehama
Mount Tehama is een geërodeerde andesitische stratovulkaan in Lassen Volcanic National Park, in het noorden van de Amerikaanse staat Californië. Mount Tehama maakt deel uit van het Cascadegebergte en van de Cascade Volcanic Arc. De hoogste restant van de oorspronkelijke vulkaan, Brokeoff Mountain, is de tweede hoogste berg in het nationaal park. De berg ligt bovendien op de grens tussen Tehama en Shasta County en is als dusdanig de hoogste bergtop van eerstgenoemde county.
Een beklimming van de berg levert een uitzonderlijk zicht op van de Central Valley van Californië, Lassen Peak en verschillende andere bezienswaardigheden in het nationaal park. Op heldere dagen kan men Mount Shasta in de verte zien.

## Geografie en geologie
De Amerikaanse staat Californië ligt op de Ring van Vuur, een ringvormig gebied rondom de Stille Oceaan dat bekendstaat om het veelvuldig optreden van aardbevingen en vulkaanuitbarstingen. Net zoals andere vulkanen nabij Lassen Peak, werd Mount Tehama gevormd door subductie van de Pacifische Plaat onder de Noord-Amerikaanse.

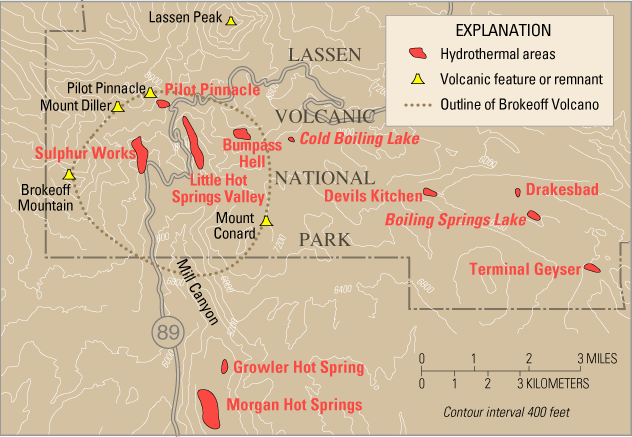
Kaart met de caldera van Mount Tehama

Mount Tehama is ongeveer 600.000 jaar geleden ontstaan door verschillende krachtige erupties, ter hoogte van een aantal breuken, in een gebied dat al meer dan 3 miljoen jaar vulkanisch actief is. De krachtigste van die erupties was naar schatting vijftig keer sterker dan de verwoestende uitbarsting van Mount Saint Helens in 1980. Op zijn hoogtepunt bereikte te immense vulkaan een hoogte van zo'n 3350 meter en een diameter aan de basis tussen 18 en 24 kilometer.
Zo'n 400.000 jaar geleden nam de vulkanische activiteit af. Er vormden zich verschillende lavakoepels en schildvulkanen aan de rand van Tehama, waaronder Lassen Peak. Door een combinatie van hydrothermale activiteit en verregaande erosie, vooral door gletsjers tijdens de ijstijden, zakte de vulkaan uiteindelijk in. Wat ervan overbleef was een grote caldera met een diameter van zo'n 3 kilometer, waarvan de noordzijde nu nog te bezichtigen is. Andere restanten van Mount Tehama zijn Mount Conard, Pilot Pinnacle, Mount Diller en Diamond Peak.

## Fauna en flora
Aan de voet van Brokeoff Mountain groeien elzen, wierookceders, rode zilverspar en Amerikaanse witte den. Op grotere hoogtes domineren Mertens' berghemlocksparren en lupines. Rond Brokeoff Mountain kan men arenden en andere havikachtigen waarnemen. In de buurt leven ook eekhoorns en fluithazen.

## Fotogalerij

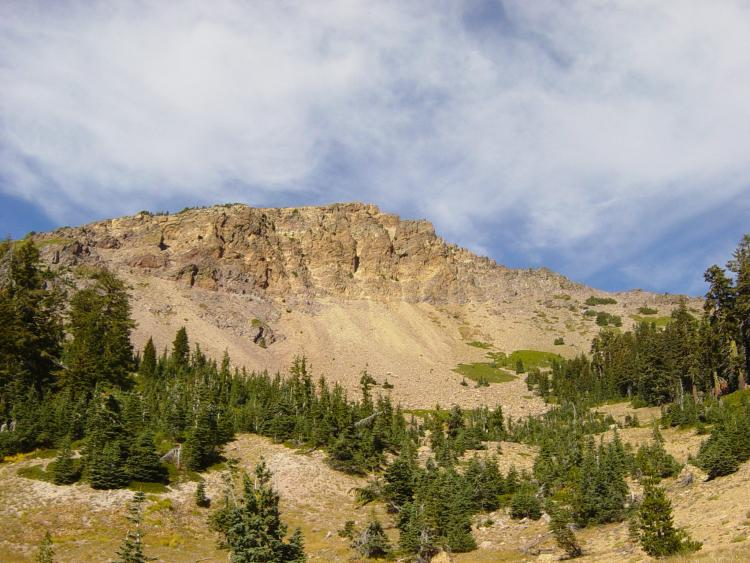
Afgebroken noordoostelijke flank
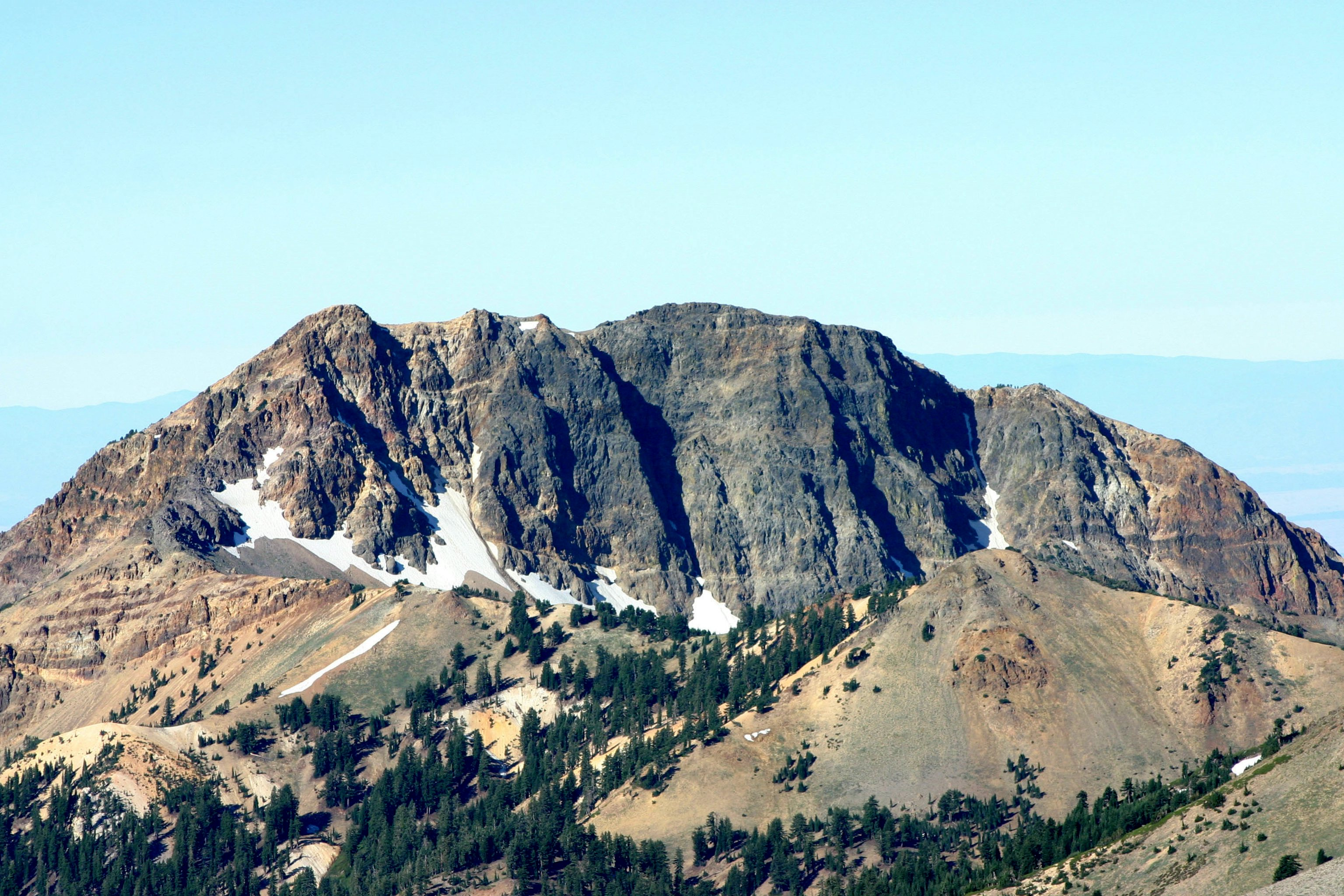
Afgebroken flank van Brokeoff Mountain
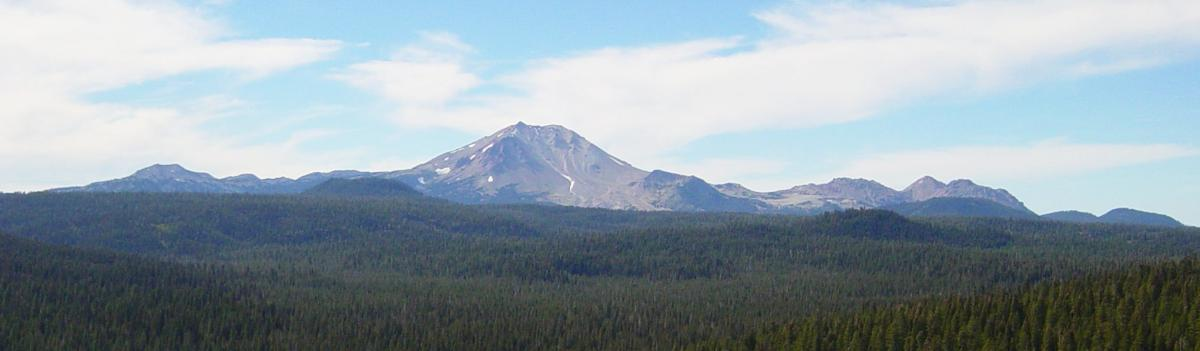
Van links naar rechts: Brokeoff Mountain, Lassen Peak en Chaos Crags